# مسمومیت ناشی از آلودگی نفتی برای ماهی‌های دریایی
مسمومیت ناشی از آلودگی نفتی برای ماهی‌های دریایی هم در اثر آلودگی نفتی مانند فاجعه نفت‌کش اکسان والدز مشاهده شده و هم از منابع غیرمتمرکز، نظیر رواناب سطحی که بزرگ‌ترین منبع آلودگی نفتی در آب‌های دریایی به‌شمار می‌روند.
نفت خامی که از طریق نشت یا روان‌آب‌ها وارد آبراهه‌ها می‌شود، حاوی هیدروکربن آروماتیک چندحلقه‌ای (PAHs) است که سمی‌ترین اجزای نفت محسوب می‌شوند. مسیر جذب این ترکیبات توسط ماهیان به عوامل محیطی گوناگون و ویژگی‌های شیمیایی خود PAH بستگی دارد. رایج‌ترین مسیرهای ورود این ترکیبات به بدن ماهی، بلع، عبور از آبشش‌ها، و جذب از طریق پوست هستند. ماهیانی که در معرض این ترکیبات قرار می‌گیرند، دچار طیفی از اثرات سمی می‌شوند؛ از جمله جهش، ناهنجاری‌های ریخت‌شناسی، اختلال در رشد و نمو، کاهش اندازه بدن، ضعف در توانایی شنا، و نرخ مرگ‌ومیر. ناهنجاری‌های ظاهری ناشی از تماس با PAHها، مانند بدشکلی در باله‌ها و آرواره‌ها، توانایی شنا و تغذیه را کاهش داده و در نتیجه احتمال بقاء ماهی را به‌طور قابل توجهی کاهش می‌دهند.با اینکه سازوکار دقیق سمیت PAHها هنوز به‌طور کامل روشن نیست، چهار سازوکار احتمالی برای آن پیشنهاد شده است. دشواری در شناسایی مکانیسم مشخص، عمدتاً ناشی از تنوع فراوان ترکیبات PAH و تفاوت در ویژگی‌های آن‌هاست.

## تاریخچه

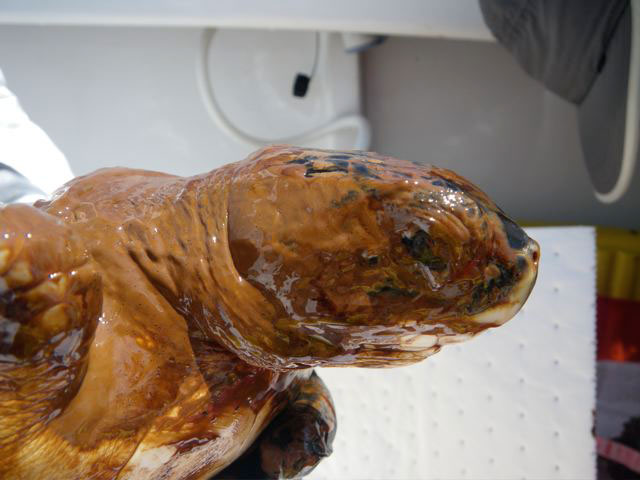
تصویر کلوزآپ از لاک‌پشت ریدلی کمپ که در اول ژوئن ۲۰۱۰ به نفت سنگین آلوده شده است.

تحقیقات گسترده دربارهٔ تأثیرات زیست‌محیطی صنعت نفت از میانه تا اواخر قرن بیستم آغاز شد؛ یعنی زمانی که صنعت نفت به‌سرعت در حال توسعه و گسترش بود. با افزایش تقاضای جهانی برای نفت، حمل‌ونقل نفت خام نیز در مقیاس وسیع‌تری انجام شد و این موضوع به افزایش چشمگیر موارد نشت نفتی در دریاها و اقیانوس‌ها انجامید.
رخدادهای نشت نفتی، فرصت مناسبی را برای دانشمندان فراهم آورد تا بتوانند آثار مستقیم و واقعی تماس نفت خام با زیست‌بوم‌های دریایی را در شرایط طبیعی بررسی کنند. در همین راستا، همکاری مشترک میان اداره ملی اقیانوسی و جوی (NOAA) و گارد ساحلی ایالات متحده آمریکا شکل گرفت که نتایج آن، بهبود چشمگیر در روش‌های مقابله با نشت نفت و انجام پژوهش‌های دقیق‌تر در زمینه اثرات آلودگی نفتی بود.
دو مورد از مهم‌ترین و مشهورترین نشت‌های نفتی تاریخ، یعنی حادثه نفت‌کش اکسون والدز در سال ۱۹۸۹ و لکه نفتی خلیج مکزیک در سال ۲۰۱۰، نقطه عطفی در دانش بشری پیرامون سمّیت آلودگی نفتی برای ماهیان دریایی به‌شمار می‌آیند. این دو فاجعه زیست‌محیطی باعث شدند اطلاعات علمی دقیق‌تری در مورد نحوه تأثیر ترکیبات نفتی بر سلامت، بقاء و زیست‌شناسی ماهیان به‌دست آید و فهم ما را از مخاطرات ناشی از استخراج و انتقال نفت در اکوسیستم‌های دریایی به‌طور چشمگیری افزایش دهند.

### نشت نفت اکسان والدز
تحقیقات متمرکز و جدی پیرامون سمّیت آلودگی نفتی برای ماهیان، به‌طور خاص از سال ۱۹۸۹ آغاز شد؛ یعنی پس از آن‌که نفت‌کش «اکسون والدز» در آب‌های پرینس ویلیام ساوند آلاسکا با یک صخره برخورد کرد و حدود ۱۱ میلیون گالن نفت خام را در آب‌های اطراف رها ساخت. در آن زمان، این حادثه بزرگ‌ترین نشت نفتی تاریخ ایالات متحده به‌شمار می‌رفت.
نشت نفتی اکسان والدز پیامدهای زیست‌محیطی گسترده و مخربی به همراه داشت؛ از جمله نابودی میلیاردها تخم شاه‌ماهی و آزادماهی صورتی. فاجعه در اواخر ماه مارس رخ داد، زمانی که شاه‌ماهی‌ها در آستانه تخم‌ریزی بودند؛ در نتیجه تقریباً نیمی از تخم‌های این گونه در معرض مستقیم نفت خام قرار گرفتند.
تخم‌ریزی شاه‌ماهی‌های آرام در نواحی پهنه میان‌کشندی و کمربند ساحلی انجام می‌شود؛ مناطقی که به‌راحتی در معرض آلودگی‌های سطحی قرار دارند. این ویژگی زیستی سبب شد تخم‌های آن‌ها به‌شدت نسبت به آلودگی نفتی آسیب‌پذیر باشند و در معرض ترکیبات سمی نفت خام قرار گیرند، که به کاهش قابل‌توجه جمعیت این گونه و اختلال در چرخه طبیعی تولیدمثل آن انجامید.

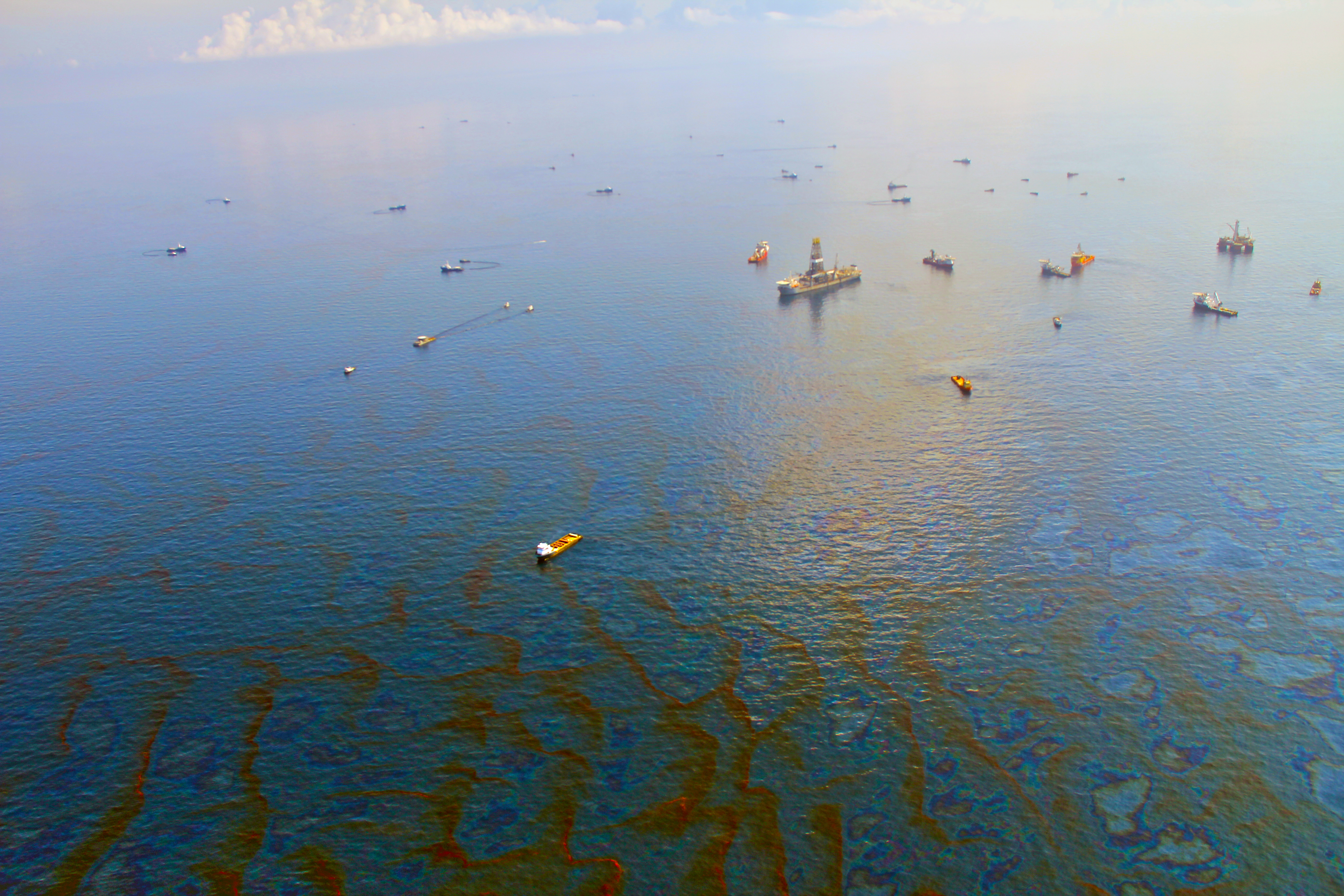
لکه نفتی خلیج مکزیک

### لکه نفتی خلیج مکزیک
در تاریخ ۲۰ آوریل ۲۰۱۰، انفجار سکوی حفاری نفت دیپ‌واتر هورایزن در میدان نفتی مکوندو واقع در خلیج مکزیک، بزرگ‌ترین نشت نفتی تاریخ ایالات متحده را رقم زد و بار دیگر زمینه‌ای مهم برای تحقیقات علمی پیرامون سمّیت نفت فراهم آورد. در این فاجعه، حدود ۱۷۱ میلیون گالن نفت خام از بستر دریا به درون خلیج مکزیک نشت کرد و موجب تماس گسترده زیست‌بوم دریایی اطراف با آلودگی نفتی شد.
لکه نفتی خلیج مکزیک دقیقاً با فصل تخم‌ریزی چندین گونه مهم ماهی ـ چه از نظر بوم‌شناسی و چه از نظر اقتصادی ـ هم‌زمان بود؛ از جمله گونه‌های ارزشمند تن زردباله و تن باله‌آبی آتلانتیک. تأثیر مستقیم آلودگی نفتی بر این گونه‌ها، به‌ویژه تن باله‌آبی آتلانتیک، به‌وضوح قابل مشاهده بود؛ چرا که حدود ۱۲٪ از لاروهای این ماهی در مناطقی از آب قرار داشتند که به‌شدت آلوده به نفت شده بودند.
نکته‌ای حیاتی در این زمینه آن است که تنها محل شناخته‌شده برای تخم‌ریزی جمعیت غربی ماهی تن باله‌آبی آتلانتیک، خلیج مکزیک است؛ بنابراین نشت نفتی دیپ‌واتر هورایزن نه‌تنها تهدیدی فوری برای لاروها بود، بلکه زنگ خطری جدی برای بقای نسل این گونه ارزشمند و در خطر انقراض محسوب می‌شد. این رویداد موجب شد دانشمندان توجه بیشتری به تأثیرات ترکیبات سمی نفت بر فرایندهای رشد، تولیدمثل و بقاء ماهیان دریایی نشان دهند و مطالعات دقیق‌تری در این زمینه انجام گیرد.